# Ракетный удар по торговому центру в Кременчуге
Торговый центр «Амстор» в Кременчуге был разрушен и уничтожен пожаром в результате ракетного удара, нанесенного российской армией 27 июня 2022 года. Погиб 21 человек. 59 человек обратились за медицинской помощью, из которых 25 были госпитализированы. Событие имеет признаки военного преступления.
В городе объявили трёхдневный траур.
Комментируя ракетный удар, российские представители продолжили практику бездоказательных и противоречивых утверждений, ранее использовавшуюся ими при освещении резни в Буче, ударов по роддому в Мариуполе и по вокзалу в Краматорске.

## Хронология событий
27 июня около 15:40 была объявлена воздушная тревога. Ракетный удар был нанесён около 15:50. По данным нескольких СМИ, одна ракета попала в непосредственной близости к торговому центру «Амстор», а вторая — по расположенному рядом Кременчугскому заводу дорожных машин.
Площадь пожара в торговом центре, возникшего в результате удара, составила более десяти тысяч квадратных метров. В тушении пожара участвовали 115 пожарных и 20 единиц техники, также был задействован пожарный поезд. По словам кременчугской журналистки Алёны Душенко, пожар раздувал сильный ветер, а в самом ТРЦ обрушилась крыша. На устранение пожара ушло четыре часа.
По состоянию на утро 28 июня спасатели обследовали и разобрали 60 % общей площади торгового центра. Задействованы 440 людей, в том числе 14 психологов.
Впоследствии пострадавшие появились и среди спасателей. 29 июня около 4 часов утра при смещении железобетонной плиты, готовящейся к демонтажу, три сотрудника ГСЧС были травмированы. У одного — перелом костей таза, у другого — закрытая черепно-мозговая травма и растяжение связок.

## Обстоятельства
Удар был нанесён ракетами Х-22, запущенными с российских бомбардировщиков Ту-22М3. Самолёты взлетели с аэродрома Шайковка (Калужская область), а пуск ракет был произведён над Курской областью. По изначальным данным, к удару по торговому центру причастны лётчики из 52 гвардейского тяжелого бомбардировочного авиационного полка военной части № 33310.
Вопреки утверждениям российской стороны, что торговый центр не действовал, множество источников сообщают, что он работал, а его администрация с 23 июня перестала закрывать центр и просить посетителей покинуть его на время воздушной тревоги, в результате чего на момент удара внутри находилось множество людей. Президент Украины Владимир Зеленский и глава Офиса президента Украины Андрей Ермак заявили о нахождении в ТРЦ более тысячи человек; журналист «Медузы» Шура Буртин указал, что, по данным полицейских, внутри находились 300 человек.
Версия удара по заводу «Кредмаш»
Министерство обороны России подтвердило факт ракетного удара «высокоточным оружием» по району торгового центра, однако отрицает попадание ракет по самому торговому центру, утверждая, что удар был нанесён по ангарам Вооружённых сил Украины с западным вооружением на территории Кременчугского завода дорожных машин, а торговый центр загорелся якобы от детонации хранившихся на заводе боеприпасов. Представители украинских властей заявили, что рядом с торговым центром не было никаких военных или инфраструктурных объектов, как и сам ТРЦ не имел никакого отношения к военным действиям.
Различные СМИ указывают на ряд фактов: камеры видеонаблюдения зафиксировали попадание ракет как по заводу, так и по району ТРЦ; отсутствуют свидетельства пожара на заводе; из-за расстояния и преград между заводом и ТРЦ распространение пожара между зданиями маловероятно. Позже Президент Украины Владимир Зеленский опубликовал видео удара ракеты по торговому центру.
Согласно расследованию интернет-издания «Медуза», две ракеты, запущенные по Кременчугу, формально попали по территории Кременчугского завода дорожных машин. Первая из них взорвалась в нескольких десятках метров от стены ТРЦ «Амстор», расположенного рядом с заводом, а вторая разрушила цех этого завода. Основываясь на фотоснимках своего источника, издание указывает, что на месте происшествия не было следов вторичной детонации боеприпасов, а рядом с торговым центром отсутствуют какие-либо ангары, где теоретически могли бы храниться боеприпасы. Наличие же боеприпасов на заводе «Кредмаш» осталось недоказанным, так как никаких следов боеприпасов в репортажах местных журналистов не было, а доказательств Минобороны РФ не предоставило. В статье выдвигается предположение, что целью обеих ракет был завод, однако из-за низкой точности ракеты Х-22 под удар попал торговый центр.

Британская разведка также допускает вероятность того, что изначально целью был завод «Кредмаш», а торговый центр был поражён из-за низкой точности вооружения. В ведомстве отметили, что ранее низкая точность ударов уже приводила к массовым жертвам среди гражданского населения, как это было в случае ракетного удара по железнодорожному вокзалу в Краматорске 8 апреля.

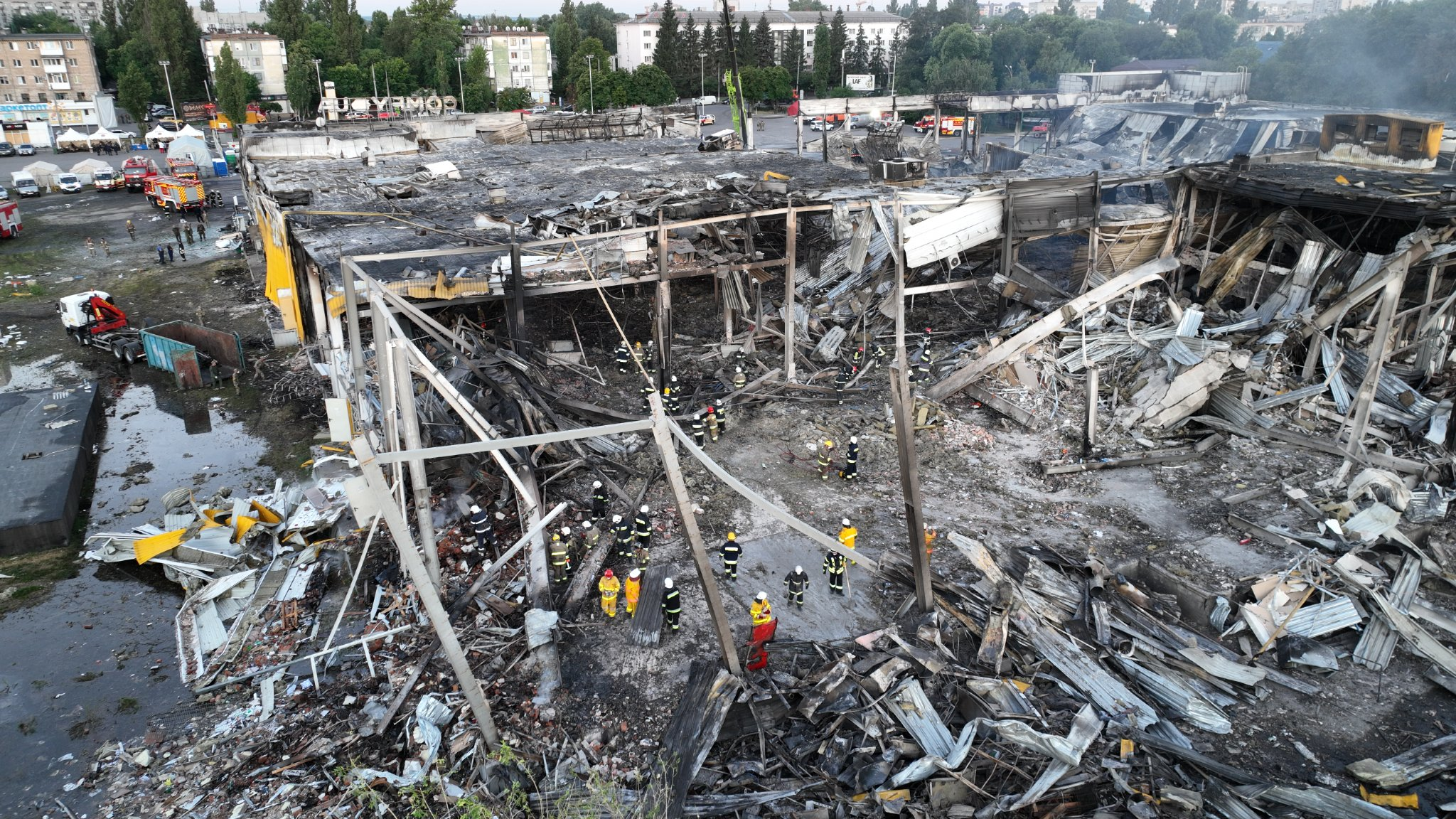
Руины здания

## Жертвы
По состоянию на 28 июня сообщается о по меньшей мере 20 погибших и 59 раненых; 25 человек госпитализированы, одна жертва скончалась в больнице. Генеральная прокуратура Украины сообщила, что после ракетного удара в Кременчуге поданы 40 заявлений о пропавших людях; Государственная служба Украины по чрезвычайным ситуациям сообщила о 36 пропавших без вести. Тела многих жертв обгорели так сильно, что их не удаётся визуально распознать. Список убитых:
|    | Фамилия, имя, отчество            | Дата рождения (возраст)        | О личности |
| -- | --------------------------------- | ------------------------------ | --- |
| 1  | Бригадиренко Татьяна Владимировна | 28 августа 1999 года (22 года) | Консультант мобильных аксессуаров, похоронили 4 июля                                                             |
| 2  | Величка Алена Владимировна        | 1978 (44 года)                 | Посетительница ТЦ «Амстор», похоронили 7 июля                                                                    |
| 3  | Винник София Анатольевна          | 24 сентября 2002 года (19 лет) | Администратор в сети Eva                                                                                         |
| 4  | Вовненко Анна Григорьевна         | 2001 (21 год)                  | Посетительница ТЦ «Амстор», студентка, похоронили 6 июля                                                         |
| 5  | Возный Константин                 | 1987 (35 лет)                  | Консультант в сети Comfy, 6 июля попрощались в Соборе святого Николая Чудотворца                                 |
| 6  | Грицай Евгений                    | 17 сентября 1994 года (27 лет) | Сотрудник в сети Comfy, 6 июля попрощались в Соборе святого Николая Чудотворца                                   |
| 7  | Демидов Вячеслав                  | 10 марта 1999 года (23 года)   | Продавец бытовой техники, 4 июля простились                                                                      |
| 8  | Дмитриченко Елена                 | 1981 (41 год)                  | Посетительница ТЦ «Амстор», адвокат                                                                              |
| 9  | Красюк Андрей Владимирович        | 1980 (42 года)                 | Продавец бытовой техники                                                                                         |
| 10 | Крючков Николай                   | 1998 (24 года)                 | Консультант в сети Comfy                                                                                         |
| 11 | Маркович Сергей Александрович     | 1983 (39 лет)                  | Продавец бытовой техники в сети Comfy, похоронили 5 июля                                                         |
| 12 | Юрий Викторович Микитенко         | 1987 (35 лет)                  | Продавец бытовой техники в сети Comfy, 7 июля простились (Русская православная церковь в Украине)                |
| 13 | Миколенко Руслан                  | 15 сентября 1995 года (26 лет) | Консультант в сети Comfy, похоронили 6 июля                                                                      |
| 14 | Никифорова Лилия Ивановна         | 8 августа 1968 года (53 года)  | Посетительница ТЦ «Амстор», работник Полтавского краеведческого музея                                            |
| 15 | Павленко Ольга Николаевна         | 1984 (38 лет)                  | Посетительница ТЦ «Амстор», художница, руководитель студии искусств «Цветово»                                    |
| 16 | Фырхало Оксана                    | 26 февраля 1974 года (48 лет)  | Посетительница ТЦ «Амстор», владелица салона красоты (назван в честь её детей «Иван и Марья»), похоронили 2 июля |
| 17 | Полякова Елена                    | 1991 (31 год)                  | Кредитный специалист в сети Comfy, похоронили 5 июля                                                             |
| 18 | Поштаренко Оксана                 | 1992 (30 лет)                  | Кассир в сети Comfy, похоронили 3 июля в Звенигородке                                                            |
| 19 | Александр Иванович Проценко       | 21 августа 1965 года (56 лет)  | Посетитель ТЦ «Амстор», похоронен 5 июля                                                                         |
| 20 | Сидоров Даниил                    | 1996 (26 лет)                  | Консультант в сети Comfy, похоронили на Свиштовском кладбище 7 июля                                              |
| 21 | Совенко Юлия Германовна           | 1975 (47 лет)                  | Посетитель ТЦ «Амстор», медсестра, похоронили 6 июля в Майбородовке                                              |

## Квалификация как военного преступления
Интернет-издание «Медуза» считает, что событие даже без жертв среди гражданского населения имеет все признаки военного преступления. По Гаагской конвенции, «общепризнанным принципом международного права, относящимся к ведению воздушной войны, является то, что неизбирательные бомбардировки с воздуха, выходящие за пределы бомбардировок военных объектов, недопустимы в отношении необороняемого города». Юрист-расследователь на месте высказался так: «На первый взгляд это выглядит как военное преступление».
С аналогичной оценкой выступили и лидеры G7 (Великобритания, Германия, Италия, Канада, Франция, Япония и США), отметив: «Мы разделяем боль Украины, которая оплакивает невинных жертв этого жестокого нападения. Неизбирательные нападения на невинных гражданских лиц являются военным преступлением. Президент России Путин и все виновные будут привлечены к ответственности».
Human Rights Watch утверждает, что, даже если российские войска целились в промышленный объект, они должны были знать, что удар по нему представляет угрозу для гражданских, и предпринять все усилия для минимизации вреда. Такие атаки, при которых урон, нанесённый гражданским, серьёзно превышает получаемое военное преимущество, представляют собой военное преступление.

## Освещение и реакция в России
На изначальное замалчивание всеми российскими государственными СМИ трагедии, а затем и откровенную дезинформацию обратили внимание ведущие мировые СМИ, такие как The Guardian. Министерство обороны России отрицает нанесение ракетного удара по торговому центру, заявив, что целью были ангары Вооружённых сил Украины с западным вооружением, утверждая, будто сам торговый центр «не функционировал», а пожар начался из-за «детонации хранившихся на заводе рядом боеприпасов».

### Несостоятельность российских утверждений
«Би-би-си» и другие издания проверили распространённые среди российских представителей тезисы, указав на их безосновательность и противоречивость:
1. «Торговый центр не функционировал». Множество источников противоречит этому утверждению: репортёры BBC, находившиеся на месте происшествия, общались с покупателями и работниками, которые были внутри ТРЦ в момент удара; множество сообщений о пропавших без вести, опубликованных в первые часы после атаки в местных Телеграм-каналах, указывают, что пропавшие люди либо работали в торговом центре, либо направлялись туда за покупками; одна из пострадавших предоставила BBC видео, которое датировано 25 июня и на котором запечатлены работающие магазины и входящие в здание люди, а на Youtube доступно видео, заснятое за считанные часы до атаки и также демонстрирующее нормальную работу ТРЦ. Заявления некоторых Телеграм-каналов о том, что в торговом центре не было женщин и детей, что означает, что ТРЦ был превращён в военную базу, также противоречит свидетельствам множества очевидцев и видеозаписям в интернете. Присутствие мужчин в военной форме на видео также легко объяснить — члены теробороны часто помогают пожарным и полицейским после атак на гражданские объекты[12]. Люди, опрошенные Human Rights Watch, подтверждают, что торговый центр был открыт во время удара[28].
2. «Взрыв боеприпасов распространил пожар на торговый центр». Камеры наблюдения, расположенные у пруда примерно в 600 метрах к северу от торгового центра, зафиксировали два попадания ракет. В результате анализа видеозаписей и совмещения их с картой местности было установлено, что один удар был нанесён в районе восточной стороны ТРЦ, а второй — по северной стороне завода, рядом с южным краем пруда. Завод расположен приблизительно в 300 метрах к северу от торгового центра, а сами здания разделены стеной, растительностью и железнодорожными путями, что делает маловероятной версию возгорания ТРЦ в результате детонации боеприпасов. Исследователям Human Rights Watch, посетившим завод, и Bellingcat не удалось обнаружить никаких сведений, показывающих, что на заводе вообще хранились боеприпасы[28][12].
3. «Атака подстроена и является провокацией». Это утверждение противоречит заявлениям Министерства обороны России, однако его озвучил первый заместитель Постоянного представителя РФ в ООН Дмитрий Полянский, описав произошедшее как «новую украинскую провокацию в стиле Бучи». Никаких доказательств подрыва ТРЦ Украиной или «инсценировки» атаки не было и не приводилось. BBC указывает, что подобное заявление напоминает ранее разоблачённые ложные заявления представителей России об ударе по роддому в Мариуполе и резне в Буче, и является примером распространённой практики российской стороны по забрасыванию множества противоречивых и бездоказательных утверждений сразу после атаки.
4. «ТЦ не функционировал, на парковке было мало машин». Спутниковые изображения с 2016 года показывают, что и до этого случая на парковке торгового центра днём часто бывало мало машин. Возможно, многие посетители приезжали на общественном транспорте, рядом с торговым центром много остановок[12].
5. «Есть информация, что в ТЦ хранилась отремонтированная военная техника». Этому утверждению не было предоставлено никаких доказательств[12].
6. «Почему у машин целые стёкла?» Во-первых, нельзя с уверенностью утверждать, что машины на видео не приехали уже после происшествия, во-вторых, ракета ударила в часть здания, отдалённую от парковки, поэтому автомобили могли не пострадать[34].
7. «Почему не была показана воронка в торговом центре?» Вероятно, что ракета, поразившая ТЦ, была запрограммирована на взрыв над объектом, поэтому она не оставила воронку[34].
8. «На Кременчугском заводе дорожных машин рядом с ТЦ ремонтировали военную технику». Пока что единственное доказательство того, что завод использовался в военных целях — это статья 2014 года, где сообщалось, что на заводе были отремонтированы 3 военных автомобиля ВСУ. Нет доказательств того, что завод используется в военных целях в настоящее время. Более того, исследователям Human Rights Watch разрешили осмотреть завод — они не обнаружили на нём доказательств присутствия боеприпасов, оружия или военных машин[28].
9. «Почему в ТЦ уцелели некоторые товары, в том числе стеклянные бутылки»?. В ТЦ было множество товаров, неудивительно, что некоторые из них уцелели. Впрочем, они всё равно пострадали — всё, что не сгорело, было обуглено, оплавлено или покрыто копотью[34].

## Память

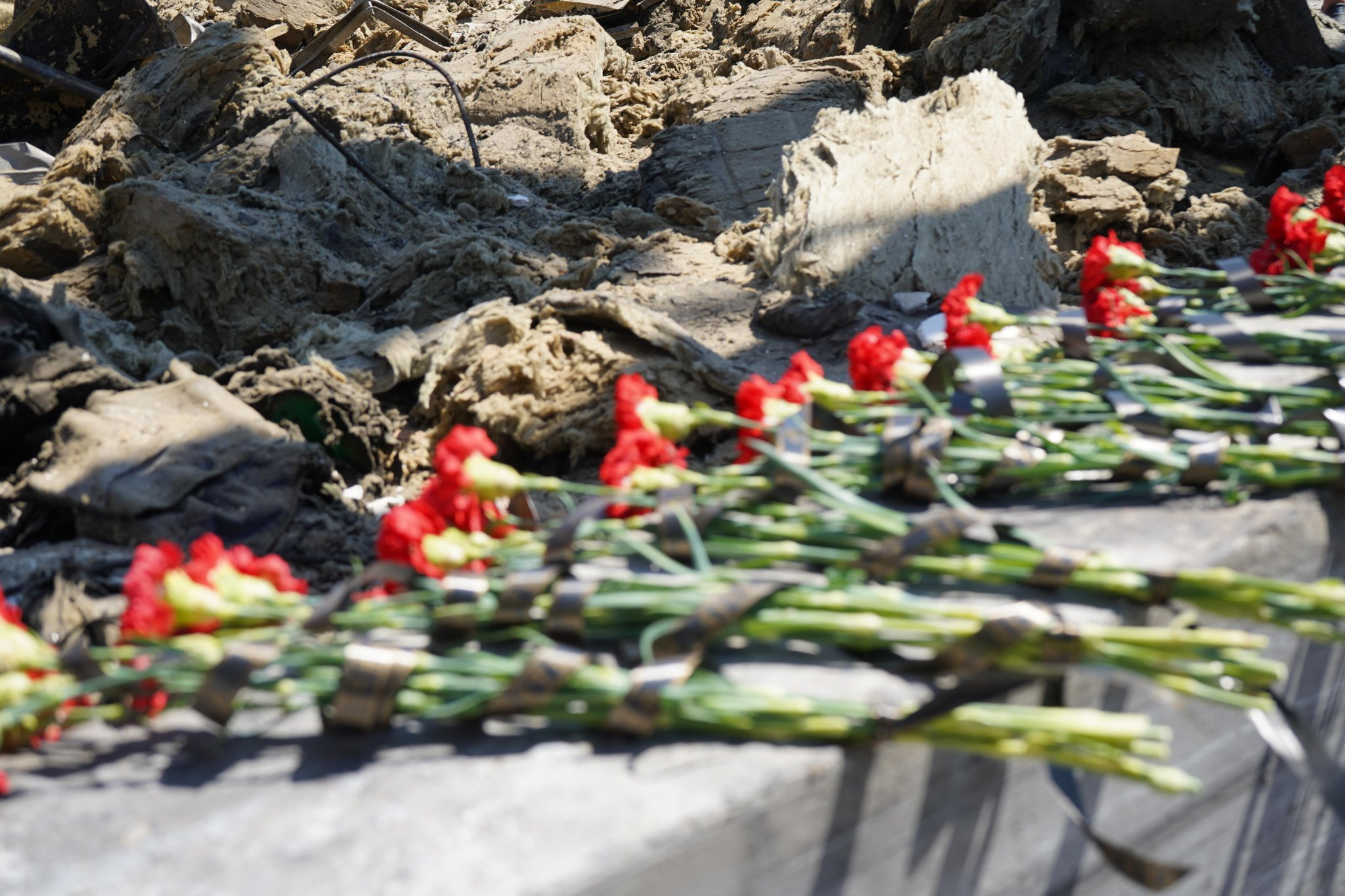
Цветы на руинах здания

В память о невинно убитых с 28 по 30 июня в Кременчуге объявлен трёхдневный траур. Многие зажгли свечки и принесли цветы на место атаки. Был создан импровизированный мемориал.
28 июня по окончании выступления В. Зеленского «Совбез ООН почтил минутой молчания память жертв российской ракетной атаки в Кременчуге». Все встали, включая российскую делегацию. Представитель России Дмитрий Полянский назвал своих коллег на совете «нелепыми» и «неубедительными» за «продвижение украинской пропаганды».

## Последующие события
В первую годовщину ракетной атаки по кременчугскому торговому центру, 27 июня 2023 года, Россия нанесла новый удар по Кременчугу. На этот раз, по словам украинских военных, было использовано по меньшей мере две ракеты Х-22; пострадал дачный кооператив. В тот же день российские войска нанесли ракетный удар по пиццерии в Краматорске, в результате которого погибли 12 человек, в том числе трое детей; более 60 человек ранены, в том числе граждане Колумбии.
21 октября 2024 года, по сообщениям ГУР Украины, в селе Супонево под Брянском с многочисленными травмами головы, нанесенными тупым предметом (таким, как молоток) было обнаружено тело пилота 52-го тяжёлого бомбардировочного авиационного полка ВКС РФ Дмитрия Голенкова. Согласно ГУР Украины, пилот занимал должность начальника штаба российской авиационной эскадрильи на аэродроме «Шайковка» и был причастен к убийству посетителей ТЦ в Кременчуге, а также к удару по жилому дому в Днепре в начале 2023 года, где погибло 46 гражданских, включая 6 детей.